# Nodozana fifi
Nodozana fifi är en fjärilsart som beskrevs av Paul Dognin 1891. Nodozana fifi ingår i släktet Nodozana och familjen björnspinnare. Inga underarter finns listade i Catalogue of Life.